# Isomyia grossa
Isomyia grossa är en tvåvingeart som först beskrevs av Villeneuve 1917.  Isomyia grossa ingår i släktet Isomyia och familjen Rhiniidae. Inga underarter finns listade i Catalogue of Life.